# Arseni Yatseniuk
Arseni Petróvich Yatseniuk (en ucraniano: Арсеній Петрович Яценюк, Arseniy Petrovych Yatseniuk; nacido el 22 de mayo de 1974) es un abogado, político y economista ucraniano. Fue primer ministro de Ucrania, tras la revolución del Euromaidán, en la que Yatseniuk fue un importante líder, que destituyó a Víktor Yanukóvich el 22 de febrero de 2014. Yatseniuk sirvió en el gobierno de Ucrania como Ministro de Economía entre 2005 y 2006, posteriormente ministro de Asuntos Exteriores en 2007 y presidente de la Rada Suprema (parlamento) entre 2007 y 2008. Yatseniuk es uno de los líderes del segundo partido más grande de Ucrania, Unión de Todos los Ucranianos «Patria», y antiguo líder de su facción parlamentaria. Arseni Yatseniuk anunció su dimisión como primer ministro de Ucrania el 24 de julio de 2014, aunque fue rechazada por una gran mayoría de los parlamentarios de la Rada Suprema el 31 de julio. En 2022, propuesto como nuevo director del Servicio de Seguridad de Ucrania.

## Primeros años
Arseni Petróvich Yatseniuk nació el 22 de mayo de 1974 en Chernivtsi, Ucrania (para entonces URSS) en el seno de una familia judía ucraniana de profesores de la Universidad de Chernivtsi. Sin embargo, el sitio oficial de Yatseniuk afirma que nació en una familia de ucranianos étnicos, lo que es contradictorio, debido a que tanto las fuentes oficiales como académicas del estado ucraniano, concuerdan en que su nacimiento se produjo en una familia de judíos ucranianos. 
De hecho, el periódico The Guardian informa que en el pasado se ha minimizado su condición de judío, para de este modo poder llegar a los votantes ucranianos étnicos en su distrito electoral primario, en lo que se refiere al dividendo occidental del país.
Su padre, el historiador Petró Ivánovich Yatseniuk, fue profesor en la facultad de historia de la Universidad Nacional de Chernivtsi (UNCh). Su madre María Grigórievna Yatseniuk fue profesora del departamento francés de lenguas extranjeras en la UNCh. De ascendencia rumana por uno de sus abuelos perteneciente a un pueblo a los alrededores de Chernivtsi en la Gran Rumania. Yatseniuk emprendió estudios en la UNCh en 1992, integrándose al bufete de abogados. Graduándose en 1996, posteriormente ingresa en la facultad de comercio y economía en el Instituto Nacional de Kiev en 2001.
Domina perfectamente el ruso y el inglés además de tener un fluido rumano. Entre diciembre de 1992 y septiembre de 1997 fue presidente del Bufete de Abogados de Chernivtsi. A partir de enero de 1998 y hasta septiembre de 2001 trabajó en el banco aval con sede en Kiev.
Arseni Yatseniuk está casado con Tereza Víktorivna Yatseniuk (n.1970) con quien tiene 2 hijas, Khrystyna y Sofiya.

## Carrera política

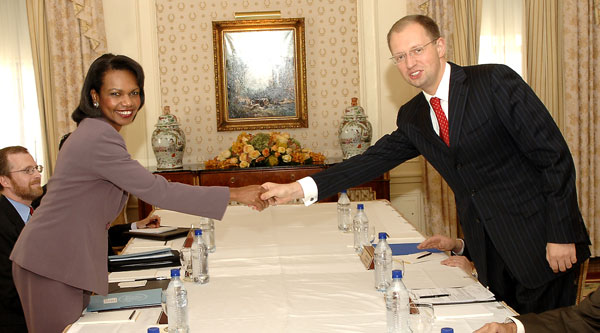
Yatseniuk y Condoleezza Rice en 2007.

De septiembre a noviembre de 2001, Yatseniuk sirvió de ministro de Economía de Crimea en funciones, y desde noviembre del mismo año, hasta enero de 2003, se desempeñó como ministro oficial de Economía de la República Autónoma de Crimea.
Entre noviembre de 2003 febrero de 2005, Yatseniuk sirvió como el primer vicepresidente en cabeza del Banco Nacional de Ucrania bajo la dirigencia de Serhiy Tyhypko. Después de queTyhypko abandonara el Banco Nacional, Arseni Yatseniuk fue puesto al cargo.
Después de que Vasyl Tsushko fuera nombrado como el nuevo gobernador del óblast de Odesa, Tsushko le pidió a Yatseniuk que ejerciera el cargo de vicegobernador iniciando funciones el 9 de marzo a septiembre de 2005. A partir del 27 de septiembre de 2005 hasta el 4 de agosto de 2006 se desempeña como ministro de Economía de Ucrania. Y desde el 20 de septiembre de 2006 se desempeñó como el primer vicepresidente del gobierno de Ucrania y sirvió además como representante del presidente en el Gabinete de Ministros de Ucrania.
Arseni Yatseniuk fue propuesto para el cargo de ministro de Relaciones Exteriores por el presidente de Ucrania Víktor Yúshchenko. Y el 21 de marzo de 2007 es elegido para el cargo con la aprobación de 426 votos sobre un techo de 450 de diputados de la Rada Suprema.

### Presidencia del Parlamento
Entre un clima de inestabilidad política que vivía la coalición oficialista prooccidental, fueron realizadas las elecciones parlamentarias de Ucrania de 2007 el 30 de septiembre, saliendo elegido como el número 3 en la lista del BNU. El 4 de diciembre Yatseniuk es electo presidente del parlamento como único candidato ya que la oposición se abstuvo de votar.
Durante la crisis política que vivió Ucrania en 2008 motivó a Yatseniuk a pedir su renuncia a la presidencia del parlamento el 17 de septiembre, rechazándose su solicitud por la comisión de conteo parlamentario (la nueva elección fue pedida por la fracción opositora del Partido de las Regiones). Finalmente, el 12 de noviembre un total de 233 de los 226 diputados necesarios aprobaron la solicitud de renuncia de Yatseniuk como presidente de la Rada. A su salida del parlamento, Yatseniuk comunicó que abandonaba el BNU. Ese mismo día es destituido por Yúshchenko del Consejo de Seguridad y Defensa de la Nación.

### Elecciones presidenciales de 2010

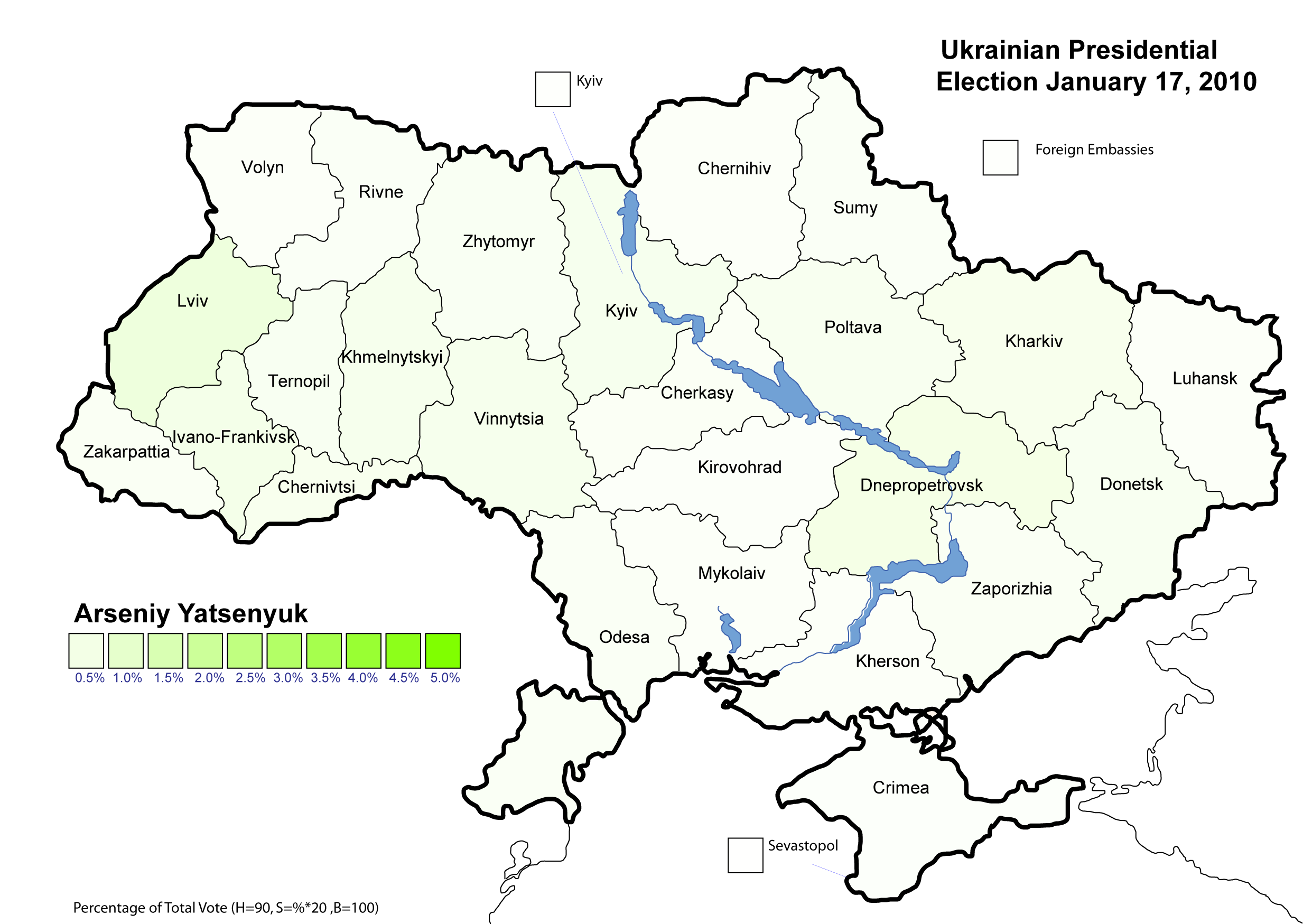
Intención de voto para Yatseniuk en las elecciones presidenciales de 2010

El 5 de abril de 2009 postuló su candidatura a la presidencia de Ucrania para las elecciones de 2010 con su partido independiente proeuropeísta Frente para el Cambio. Durante su campaña sufrió descalificaciones por parte de sus anteriores aliados quienes le tildaban de Bandido y Traidor, además de sufrir racismo por sus raíces judías por parte del otro candidato de la contienda, Serhiy Ratushniak. 
Durante su campaña se lo vio a Yatseniuk como un joven militar, mientras él trataba de aparentar una imagen un poco más liberal, algo que según analistas, no le ayudó. El resultado de la primera vuelta le dio una penosa derrota con apenas el 6,69% por detrás de Víktor Yanukóvich y Yulia Timoshenko. También se lo cuestionó mucho la gran suma de dinero invertida en la campaña (una cifra de entre 60 y 70 M$), Yatseniuk aludió esta información señalando que fue dinero gastado en sus mítines y además no rondaba ni cerca la mucho mayor suma de otros contendientes.
Tras la elección, Yatseniuk quiso disolver la Rada Suprema porque, en su opinión, el parlamento le impediría trabajar. También declaró en noviembre de 2009 que el Bloque Yulia Timoshenko y el Partido de las Regiones estaban casi unidos.
El 21 de febrero de 2010 el presidente Yanukóvich propuso tres candidatos para el cargo de primer ministro de Ucrania: Serhiy Tihipko, Yatseniuk y el legislador del Partido de las Regiones Mikola Azárov. Yatseniuk, sin embargo, declinó la solicitud tras la adopción de una enmienda el 9 de marzo de 2010 por la Rada Suprema que permitía a los parlamentarios independientes tomar parte en la formación de una coalición de la mayoría, hasta entonces un privilegio de las fracciones parlamentarias. Yatseniuk desaprobó esta enmienda, por considerarla inconstitucional. En su lugar, exigió nuevas elecciones parlamentarias: «Los intentos inconstitucionales por los parlamentarios de formar una coalición y un gobierno agravarán la crisis política y estatal». Además, para Yatseniuk era inaceptable estar en una coalición con los comunistas. En marzo de 2010, Yatseniuk formó un gobierno de oposición, junto con otro gobierno de oposición liderado por Yulia Timoshenko, contrarios al gobierno de Azárov. En abril de 2010, Yatseniuk fue nombrado principal líder del partido Frente por el Cambio; para entonces, el movimiento público se había convertido también en un partido político.

### Elecciones parlamentarias de 2012
Para las nuevas elecciones parlamentarias celebradas en 2012, Yatseniuk alineó el Frente para el Cambio con la gran coalición opositora de la Unión Ucraniana Patria liderada bajo las sombras de la para ese momento encarcelada Tymoshenko. El resultado final de la elección en octubre le dio a la coalición una base de 62 escaños (25,65%) y otros 39 al ganar 39 distritos electorales sumando un total de 101 escaños, convirtiéndose en la fuerza política opositora más grande. Debido al arresto de Tymoshenko, Yatseniuk fungió como el líder a la cabeza de la fracción opositora. Igualmente señalando innumerables situaciones de fraude electoral masivo. Posteriormente Frente para el cambio se fusiona definitivamente con Patria.

### Revuelta del Euromaidán

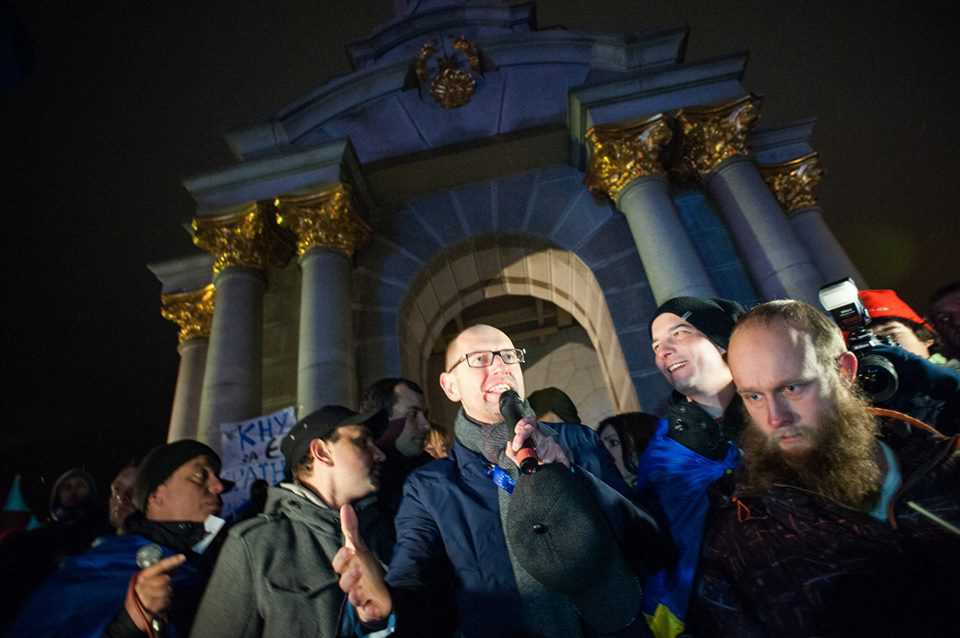
Yatseniuk dando un discurso durante las manifestaciones del Euromaidán

El 27 de octubre de 2013, unas pocas semanas antes de las primeras protestas en la plaza Maidán, Yatseniuk contribuyó a la reunión de una Comisión Trilateral en Cracovia, presidida por Jean-Claude Trichet, en la que se trató el tema de "Ucrania y la Unión Europea".[cita requerida]
El 21 de noviembre de 2013 estallaría en Kiev una serie de manifestaciones proeuropeístas en contra de Yanukóvich y en favor de la integración ucraniana a la Unión Europea. Yatseniuk, junto con Vitali Klichkó y Oleg Tyahnybok (principales líderes de los partidos políticos opositores en la Rada Suprema) lideran las protestas al principio pacíficas en la plaza de la Independencia que serían llamadas como la Revolución del Euromaidán. Tras tornarse violentas a principios del 2014, Yanukóvich no tuvo más remedio que sentarse a negociar con Yatseniuk, Klichkó y Tyahnybok. El 25 de enero, el presidente le ofreció a Yatseniuk el cargo de primer ministro, pero lo rechazó debido a demandas insatisfechas. Yatseniuk dijo que el pueblo debería decidir el futuro de Ucrania, no los cargos del gobierno actuales.
El 20 de febrero la oposición pactó con el gobierno la realización de elecciones anticipadas en mayo si eran quitadas las barricadas en la plaza de la Independencia, la oposición aceptó. Sin embargo ese mismo día ocurrieron los peores hechos violentos de la historia independiente de Ucrania[cita requerida] hasta ese momento, más de 70 personas fueron asesinadas (protestantes y policías antimotín) por francotiradores en los techos de los edificios aledaños y por la policía antidisturbios (Berkut). El 21 de febrero Yanukóvich llama a elecciones anticipadas tras varios días de violentas manifestaciones. Con el perímetro exterior del parlamento controlado por los Comités Populares de Autodefensa, al igual que el Palacio Presidencial, el Banco Central y todos los ministerios y edificios oficiales, el día 22 la Rada se reúne y aprueba por mayoría de más de 2/3 del parlamento (328 de los 450) la destitución de Yanukóvich quien se encontraba camino al este del país además de aprobar la inmediata liberación de Tymoshenko. Alexandr Turchínov del partido Patria es electo presidente interino y el 26 de febrero Yatseniuk es nombrado primer ministro por el parlamento.

### Primer ministro de Ucrania
Yatseniuk fue designado primer ministro del Gobierno Yatseniuk. El nuevo gobierno tomó posesión el 27 de febrero. Como jefe del Gobierno de Ucrania, estuvo involucrado en la Crisis de Crimea, y describió a su gobierno como estando en una "misión kamikaze". Yatseniuk se distanció de Rusia, que a partir del 26 de febrero estuvo involucrada en la anexión de Crimea en respuesta a la expulsión de Yanukóvich. Yatseniuk se convirtió además en el principal moderador entre Ucrania, la Unión Europea y Estados Unidos para tratar el tema de la intervención rusa en Crimea.
El 21 de marzo, Ucrania firmó las disposiciones políticas del Acuerdo de Asociación con la Unión Europea dejando las disposiciones económicas del tratado para ser firmadas tras las elecciones presidenciales de mayo de 2014. El día anterior Yatseniuk fue reemplazado como portavoz parlamentario de su partido en el Parlamento por Serguéi Sóbolev, debido a su nuevo cargo.
Yatseniuk presentó la dimisión como primer ministro de Ucrania el 24 de julio de 2014, ante la decisión de UDAR y Svoboda, dos de las tres organizaciones políticas que mantenían su Gobierno, de abandonar la coalición. Aunque la decisión fuera firme, el presidente de Ucrania Petró Poroshenko pidió a los miembros del Parlamento que rechazaran la dimisión, y el 31 de julio, la mayoría de los parlamentarios rechazaron su dimisión, permaneciendo así en el cargo, con tan sólo 16 parlamentarios en contra. 

#### Polémica
En el contexto de la guerra civil en el este de Ucrania, el 16 de junio de 2014 Yatseniuk se refirió a los rebeldes prorrusos como subhumanos. Esto, según los medios de comunicación rusos, se asemeja al término Untermensch utilizado por la ideología nazi.

## Posiciones políticas

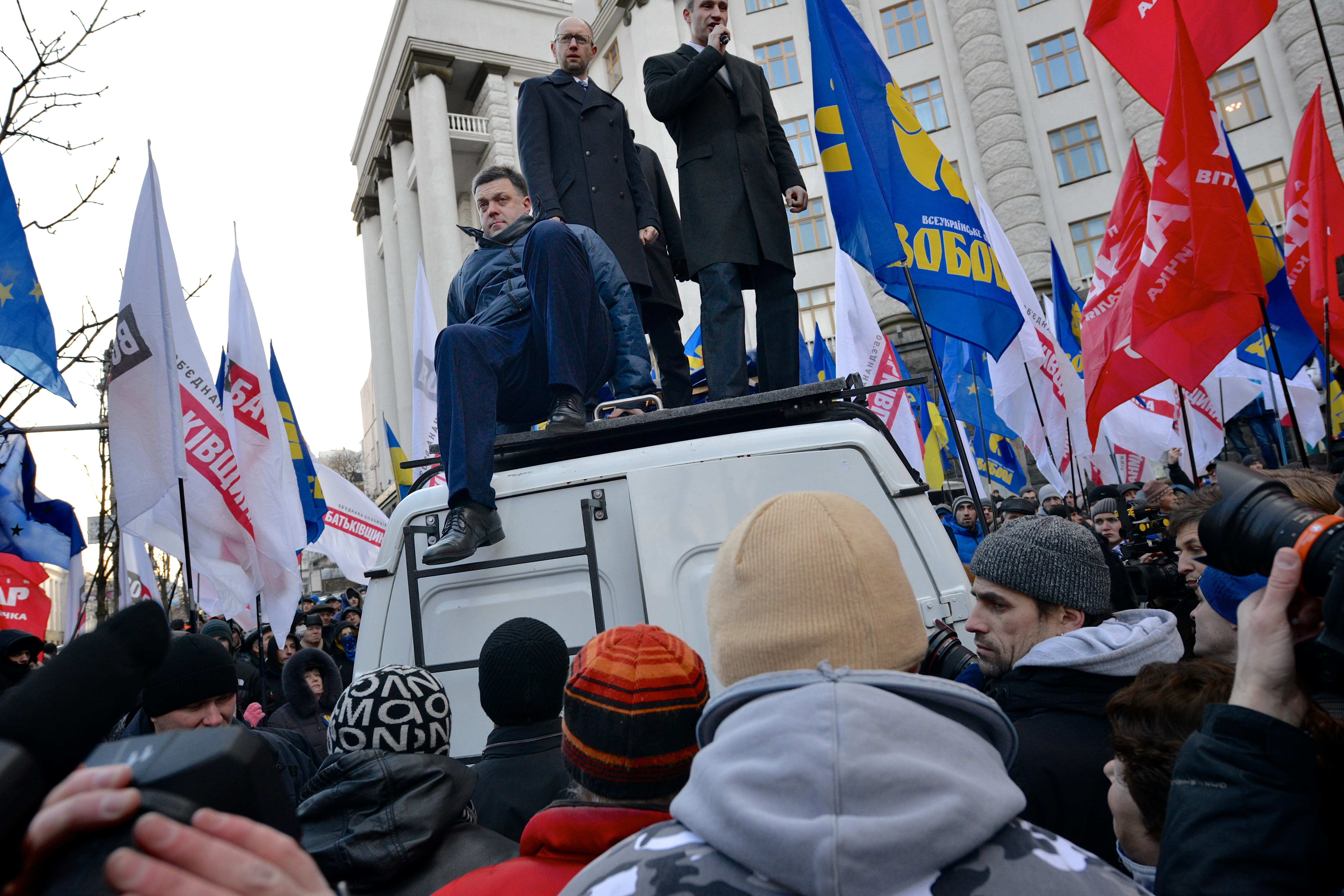
Los líderes opositores Yatseniuk, Vitali Klichkó y Oleg Tiagnibok, dirigiéndose a los manifestantes, 27 de noviembre de 2013

Yatseniuk está en contra de la privatización de la propiedad estatal y quiere simplificar el servicio civil. En 2010 expresó su deseo de crear una compañía de energía común con países de la Unión Europea y Rusia.
En noviembre de 2009, Yatseniuk indicó que la economía sumergida de Ucrania «es parte del sistema político actual en Ucrania y es por eso que sacar a las empresas de las sombras [economía sumergida] solo será posible con un cambio en este sistema». Dijo que si era elegido Presidente, su tarea más difícil sería «romper el sistema de clanes políticos desarrollado a lo largo de los últimos 18 años». Según Yatseniuk, será imposible luchar contra la corrupción sin cambiar el sistema de gobierno del país, «El sistema de gobierno en Ucrania sigue siendo el mismo que había bajo la Unión Soviética».

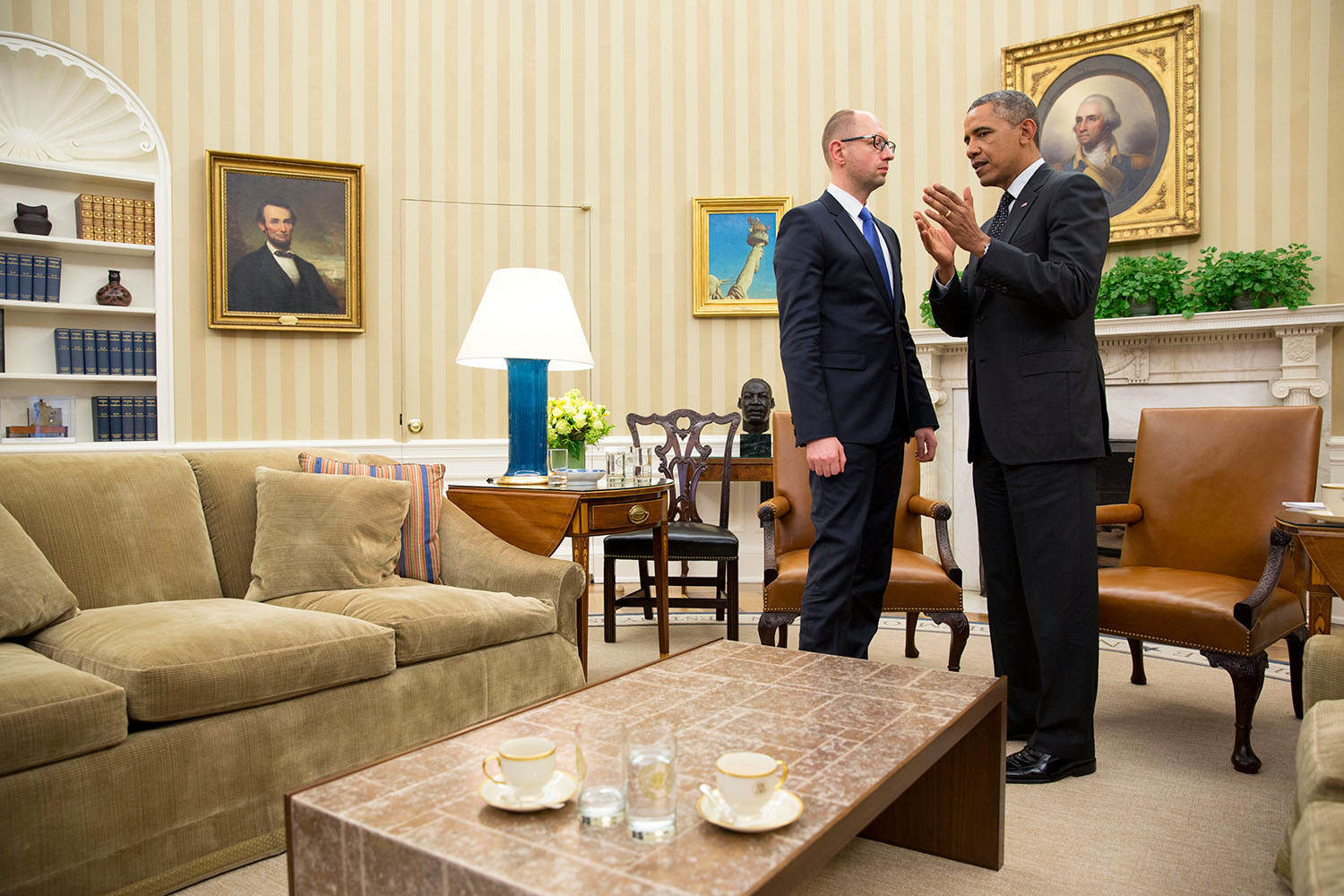
Barack Obama habla con Arseni Yatseniuk en el Despacho Oval, 12 de marzo de 2014.

En 2009 propuso celebrar un referéndum para decidir si Ucrania debería tener un sistema de votación de listas abiertas. Yatseniuk se muestra a favor de convocar referéndums, ya que los considera "la nacionalización del poder estatal". A finales de julio de 2010, Yatseniuk escribió un proyecto de ley que proponía multar a los funcionarios por violar la ley "en las apelaciones de los ciudadanos", haciendo a los funcionarios personalmente responsables por ignorar las quejas de los ciudadanos.
Yatseniuk ha declarado que los políticos condenados Yulia Timoshenko y Yuri Lutsenko deberían ser liberados y ha propuesto y escrito leyes para permitir su liberación. A principios de diciembre de 2012 anunció su intención de dialogar con las autoridades solo después de la liberación de Timoshenko y Lutsenko.
Yatseniuk se opone a la participación de tropas ucranianas en misiones de paz en el extranjero. Se opone también a los matrimonios entre homosexuales porque contradicen sus creencias personales como católico griego.

### Rusia y Unión Europea

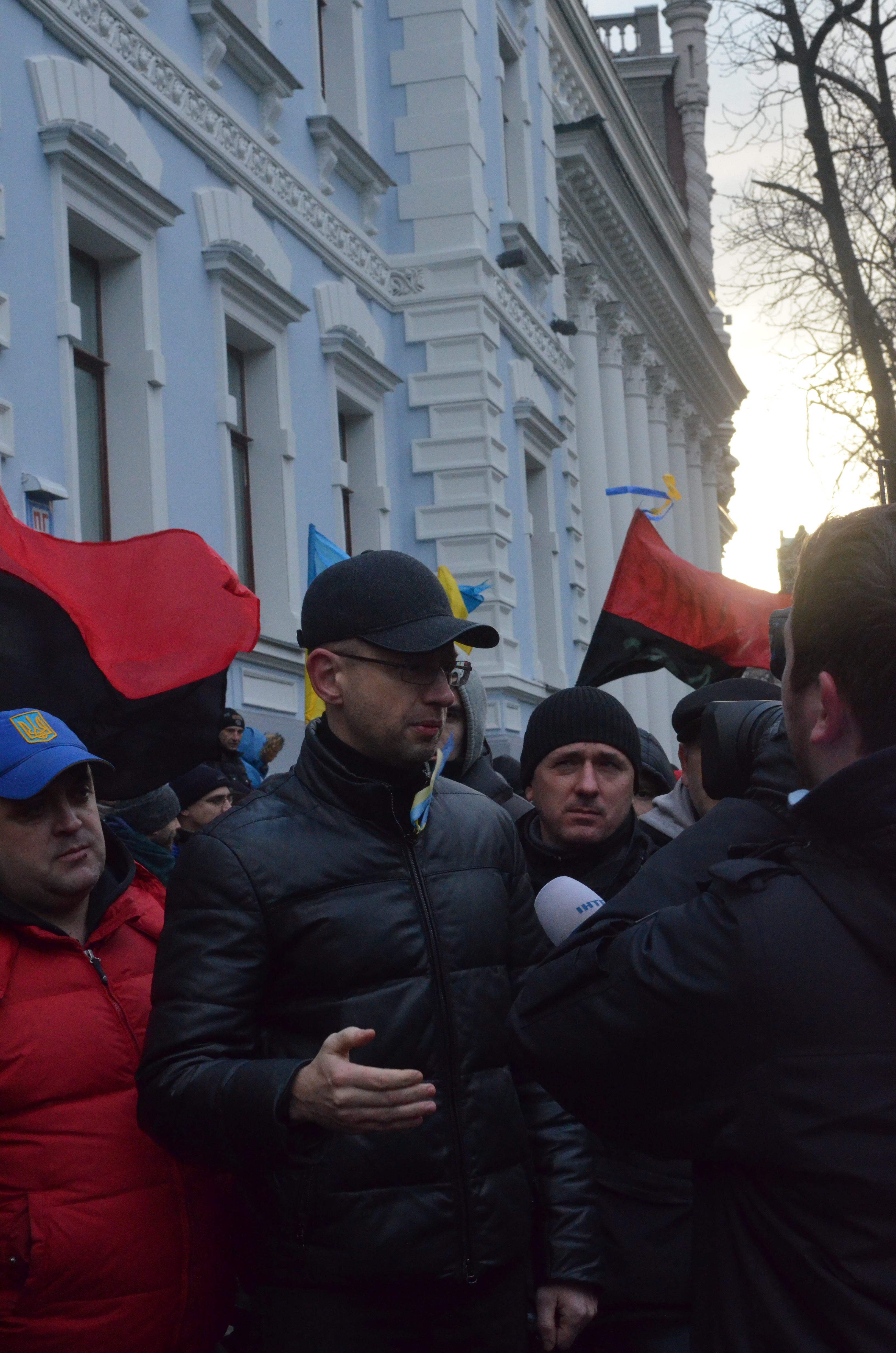
Euromaidan: bloqueo del Gobierno de Ucrania, diciembre de 2013. En la imagen se ve a Arseni Yatseniuk con personas a su alrededor portando banderas del grupo radical Sector Derecho.

Yatseniuk no quiere que el ruso se convierta en el segundo idioma estatal de Ucrania.
Yatseniuk indicó en noviembre de 2009 que la cuestión de la retirada de la Flota del Mar Negro rusa (prevista para entonces en 2017) de Ucrania debería discutirse en 2016. Según Yatseniuk, la modificación de los términos y condiciones de la presencia de la Flota del Mar Negro en Ucrania y la decisión de una posible adhesión de Ucrania en la OTAN o a cualquier otra alianza militar solo serían posibles mediante un referéndum.
Poco después se opuso al acuerdo del 21 de abril de 2010, según el cual, el arrendamiento ruso de instalaciones navales en Crimea sería extendido 25 años más, con la opción de renovarlo cinco años más (hasta 2042-47), a cambio de un contrato de varios años con Ucrania para proporcionar al país gas natural ruso a precios más bajos. Yatseniuk favorece la creación de un cargo especial de "vice primer ministro para asuntos de Crimea".
Yatseniuk quiere la adhesión a la Unión Europea de Ucrania, dado que «esto significa estándares y valores: un [alto] nivel de educación, tratamiento médico, pensiones, empleo, libertad, nuevas tecnologías y progreso». Yatseniuk indicó a finales de 2009 que en su relación con la Unión Europea, Ucrania debería tener un régimen sin visados con los países de la UE. Yatseniuk declaró el 20 de abril de 2012 que le parecía claro que la Unión Europea no firmaría el Acuerdo de Asociación «hasta que en Ucrania se reanude la democracia de pleno derecho, se celebren elecciones libres y justas, y no se detenga la persecución política de la oposición». Yatseniuk se opone a la adhesión de Ucrania a la Unión Aduanera de Bielorrusia, Kazajistán y Rusia; en su opinión, «la adhesión de Ucrania a la Unión Aduanera significa el restablecimiento de la Unión Soviética, de forma ligeramente diferente y con otro nombre. Pero significa que el país se convertirá en parte del Imperio ruso. Conocemos nuestra historia. Hemos estado allí y no queremos volver». El 21 de agosto de 2013 Yatseniuk señaló que «Rusia ha decidido por alguna razón que puede ser el arquitecto de un nuevo muro de Berlín. Y, según el diseño ruso, este muro debería aparecer en la frontera entre Ucrania y la Unión Europea».